# Exit to Eden
Im Mai 1985 veröffentlichte die US-amerikanische Schriftstellerin Anne Rice unter dem Pseudonym Anne Rampling den sadomasochistischen Roman Exit to Eden (Verbotenes Verlangen). 
Der Roman wird heute sowohl unter dem Pseudonym als auch unter ihrem eigenen Namen vertrieben. 
Exit to Eden ist in mehrfacher Hinsicht ungewöhnlich. Zum einen nähert sich die Autorin dem Thema BDSM in der Form eines Liebesromans an. Zum anderen lenkte die Veröffentlichung des Textes die öffentliche Aufmerksamkeit auf die Tatsache, dass Anne Rice mehrere Bücher geschaffen hatte, die vom Stil, mit dem sie bekannt geworden war (wie z. B. Gespräch mit einem Vampir), erheblich abwichen.

## Handlung
Der Roman handelt von der sich entwickelnden Liebe der beiden Hauptcharaktere Lisa Kelly und Elliot Slater und schildert die Handlung abwechselnd aus der Perspektive der beiden.
Kelly führt einen sehr abgelegenen, „Eden“ genannten BDSM-Ferienclub auf einer exotischen Privatinsel. In ihm haben Wohlhabende die Möglichkeit, als dominierender Part ihre BDSM-Neigungen in einer exklusiven Umgebung auszuleben. Die besten Doms der Welt versteigern ihre Bottoms regelmäßig für einen festen Zeitraum an diese Klientel. Kelly, Cheftrainerin und Mitgründerin des Ressorts ersteigert Slater als neuen Sklaven, woraufhin sich beide ineinander verlieben.

## Wissenswertes
- Der Roman wurde 1994 unter anderem mit Dan Aykroyd und Rosie O’Donnell verfilmt. Die Verfilmung wurde wiederholt stark kritisiert, da sie sich inhaltlich erheblich von der Vorlage entfernte.
- Der Roman wurde in Deutschland im Rahmen der Bild-Erotik-Bibliothek 2006 unter dem Titel „Verbotenes Verlangen“ erneut verlegt.

## Filme
- 1994: Undercover Cops (Exit to Eden)